# Regionale (Steiermark)
Die regionale war ein biennal konzipiertes Kulturfestival im österreichischen Bundesland Steiermark und fand 2008, 2010 und 2012 statt. Sie hat die Steirischen Landesausstellungen abgelöst. Der Fokus ist auf Veranstaltungen in einer festgelegten Region gerichtet, die eine Nahtstelle zwischen Kunst und Alltagsleben bilden, neue Räume bespielen und Disziplinen überschreitend arbeiten. Im Oktober 2012 wurde die Einstellung des steirischen Kulturfestivals regionale bekanntgegeben.
Die regionale08 wurde am 4. Juli 2008 in Feldbach eröffnet. Die Eröffnungsveranstaltung der regionale10 fand am 2. Juni 2010 in Trieben statt. Die regionale12 wurde am 22. Juni 2012 in Murau eröffnet.

## regionale08

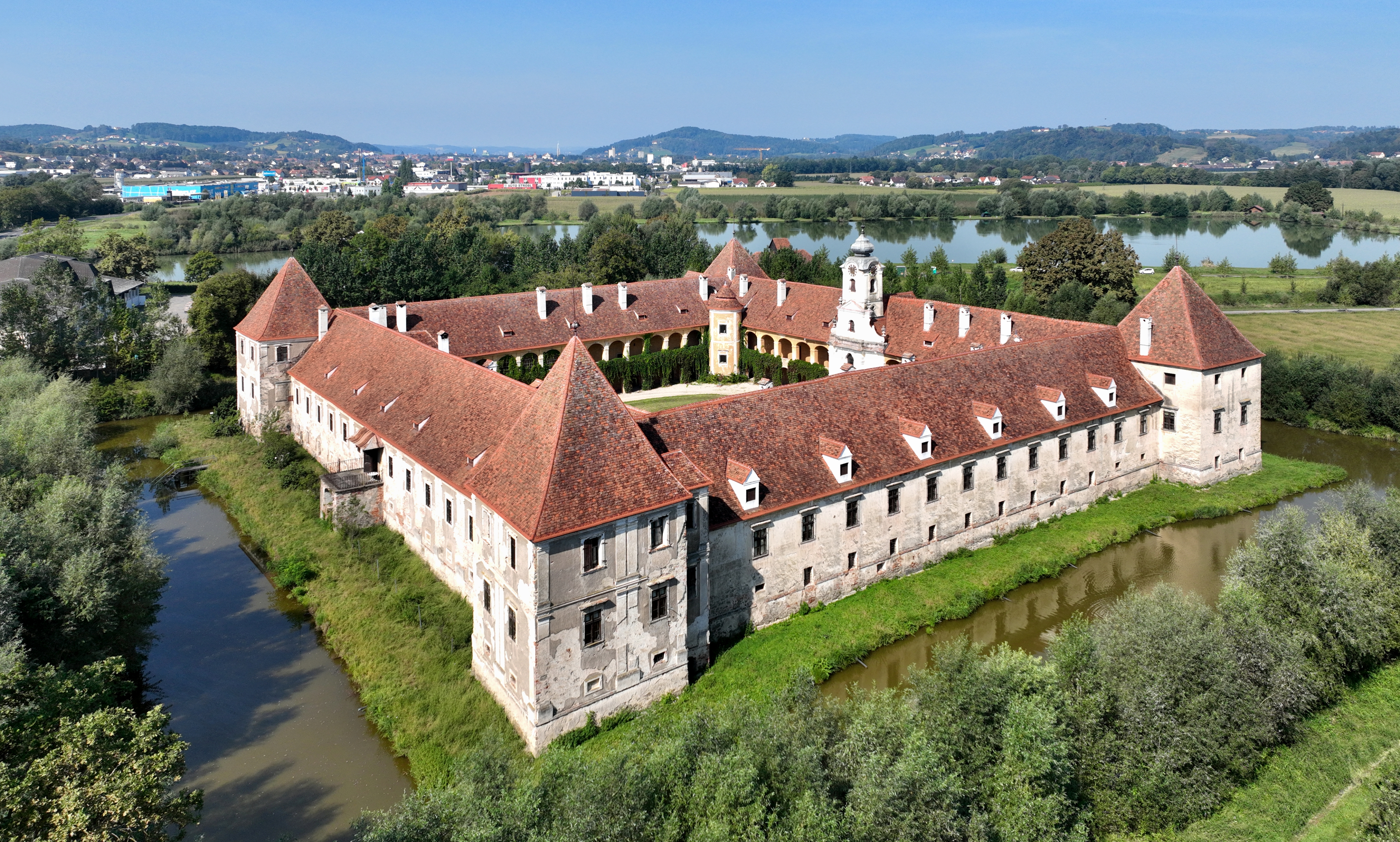
Schloss Hainfeld

Die regionale08 hatte ein Budget von 4 Millionen Euro. Es kamen mehr als 49.000 Besucher. 83 % der Besucher kamen aus der Region um Graz und aus der Steiermark, 17 % aus den österreichischen Bundesländern und dem Ausland.
Künstlerischer Leiter war Dieter Spath. An 25 Spielorten in der Südoststeiermark in den Bezirken Feldbach, Fürstenfeld, Radkersburg, Hartberg und Weiz fanden 130 Veranstaltungen statt. Das Thema der regionale08 lautete „DIWAN – Grenzen und Kongruenzen“. Bezugnehmend auf die Übersetzung des Gedichtbandes „Der Diwan“ des persischen Mystikers Hafis und „Die Geschichte des osmanischen Reiches“ von Joseph von Hammer-Purgstall, eines aus dieser Region stammenden Diplomaten und Orientalisten, wurde versucht, die Bedeutung der Sprache und Kultur und die Wahrnehmung von Feindbildern im Spannungsbereich zwischen Orient und Okzident darzustellen.

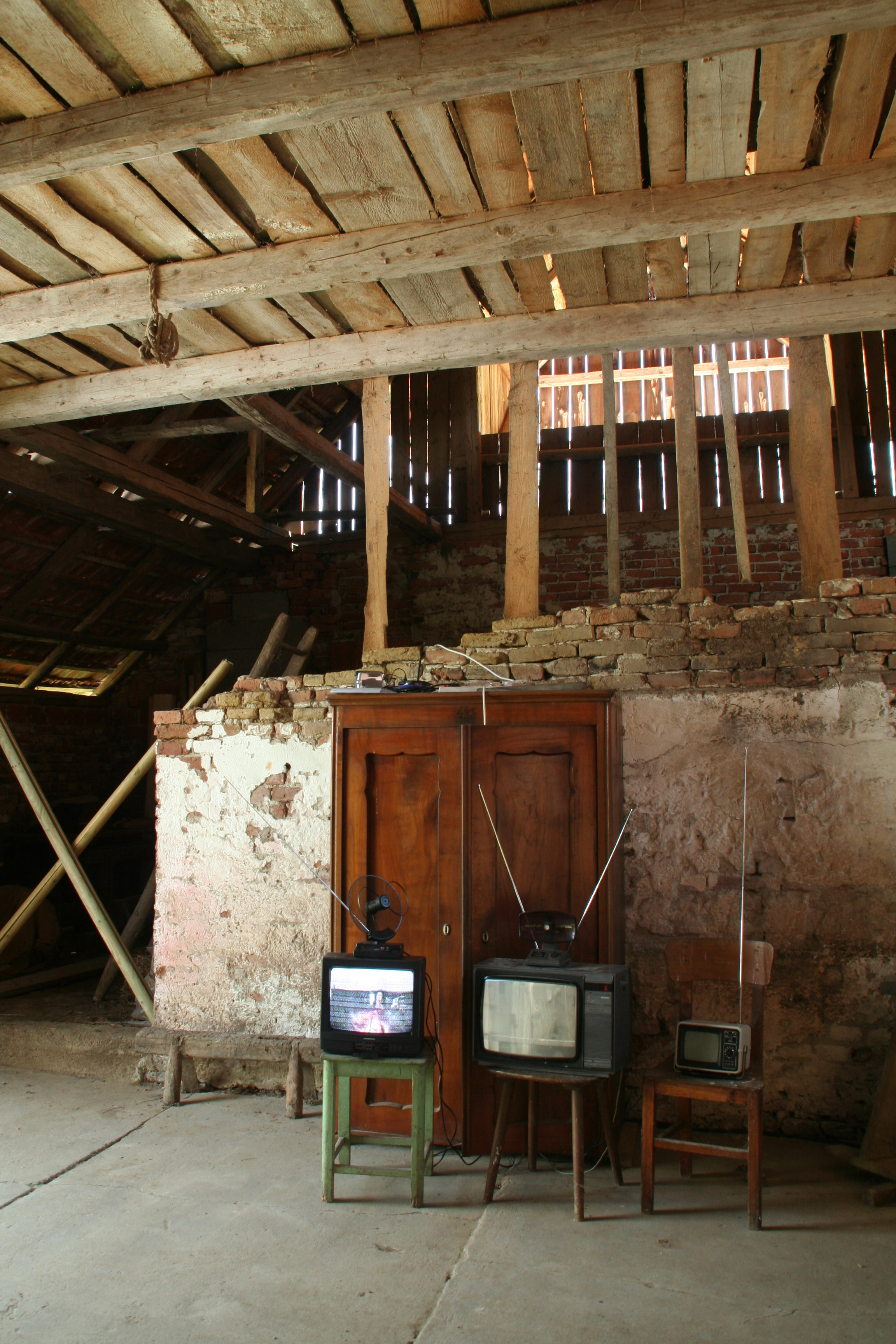
regionale08 in walkersdorf

Spielorte der regionale08 waren Auersbach, Bertholdstein, Bad Gleichenberg, Fehring, Feldbach, Giesselsdorf, Gleisdorf, Gnas, Gosdorf, Ilz, Kalsdorf bei Graz, Kirchbach, Klöch, Kornberg bei Riegersburg, Laafeld, Leitersdorf, Mureck, Poppendorf, Radkersburg und Umgebung, Riegersburg, Söchau und Straden, Walkersdorf. 
Die Eröffnungsfeier fand in der Feldbacher Fleckviehhalle statt. Weitere historische Veranstaltungsstätten waren die Tabakhütte in Ilz und das Schloss Hainfeld, das größte Wasserschloss der Steiermark und der Wohnsitz von Joseph von Hammer-Purgstall. Im Schloss fanden die Ausstellungen „Joseph von Hammer-Purgstall. Grenzgänger zwischen Orient und Okzident“ und „Tausend und eine Spur – Ein Schloss, zwei Frauen und mehr als drei Wege in den Orient“, Fotografien und Texte von Christine de Grancy statt.
Festgestellt wurde, dass die Veranstaltungen der regionale08 künstlerisch überzeugend, manche jedoch schwach besucht waren. Zusätzlich habe die Region der Südoststeiermark auch einen nachhaltigen Nutzen, da bereits nachfolgende Projekte betrieben werden.

## regionale10

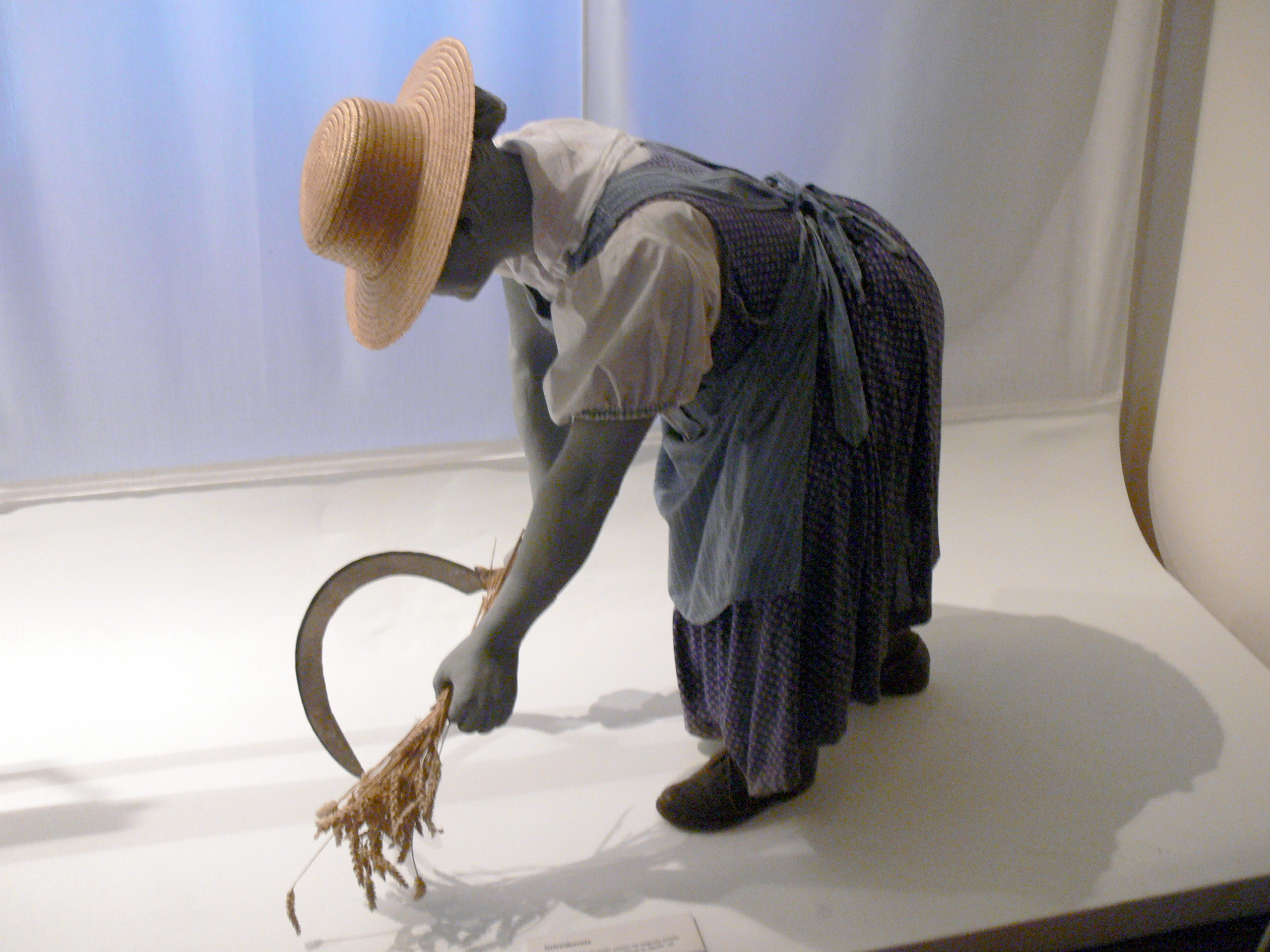
Museum Schloss Trautenfels: Magd bei der Ernte.

Austragungsort der regionale10 war der Bezirk Liezen. Das Motto des Festivals lautete „In der Mitte am Rand“. Als künstlerischer Leiter wurde, gemeinsam mit R.E.X, dem Dachverband der Kultur- und Medieninitiativen des Bezirks, Dietmar Seiler berufen, der bis 2008 am Theater am Neumarkt in Zürich in der Funktion Leitung Dramaturgie & Kommunikation tätig war. Das Budget betrug, wie 2008, 4 Millionen Euro.
Programmpunkte waren unter anderem Ausstellungen im Stift Admont („Play Admont“) und dem zum Universalmuseum Joanneum gehörenden Schloss Trautenfels („Der schaffende Mensch – Welten des Eigensinns / Fabricators of the World – Scenarios of Self-will“).

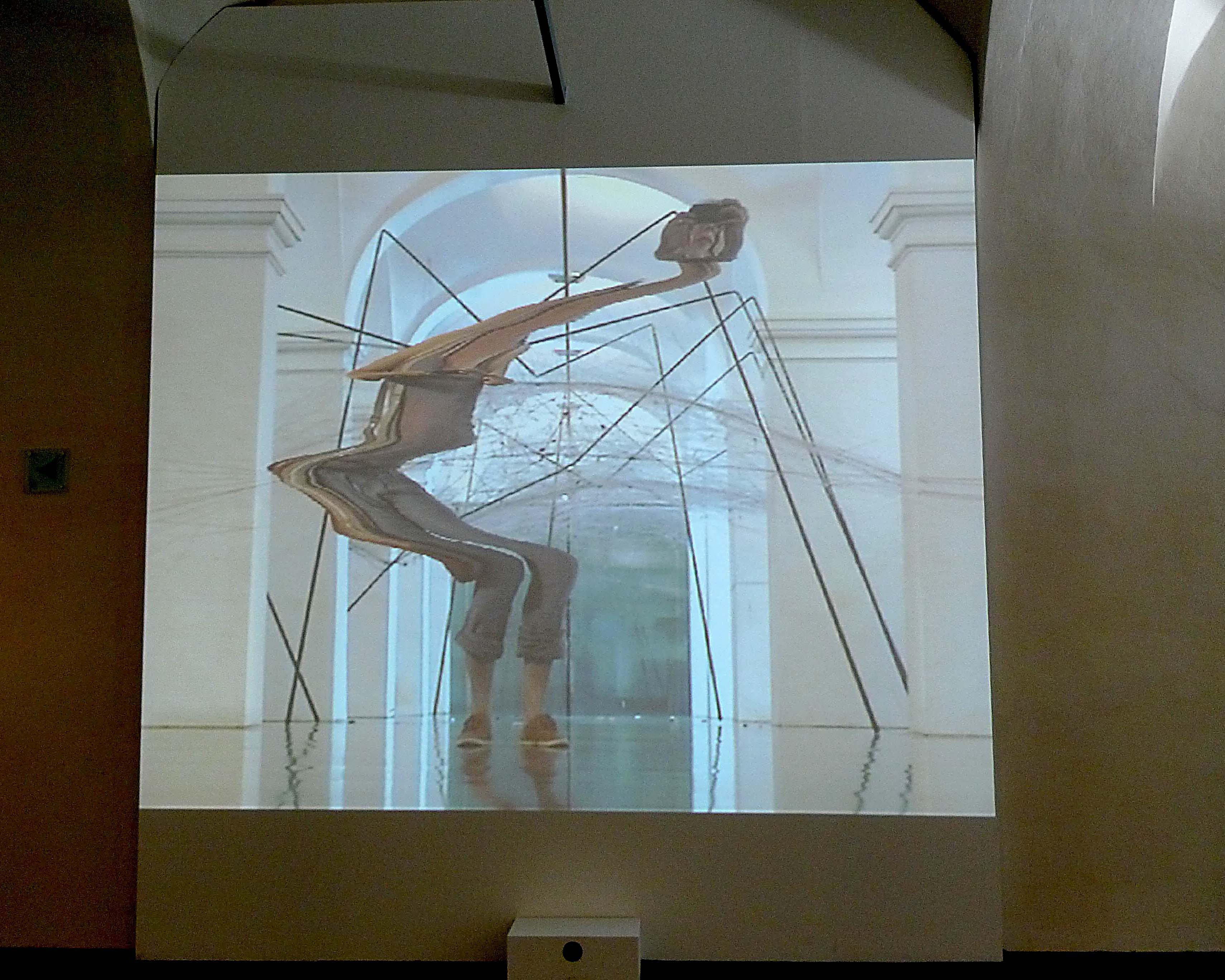
regionale10 in Admont

## regionale12

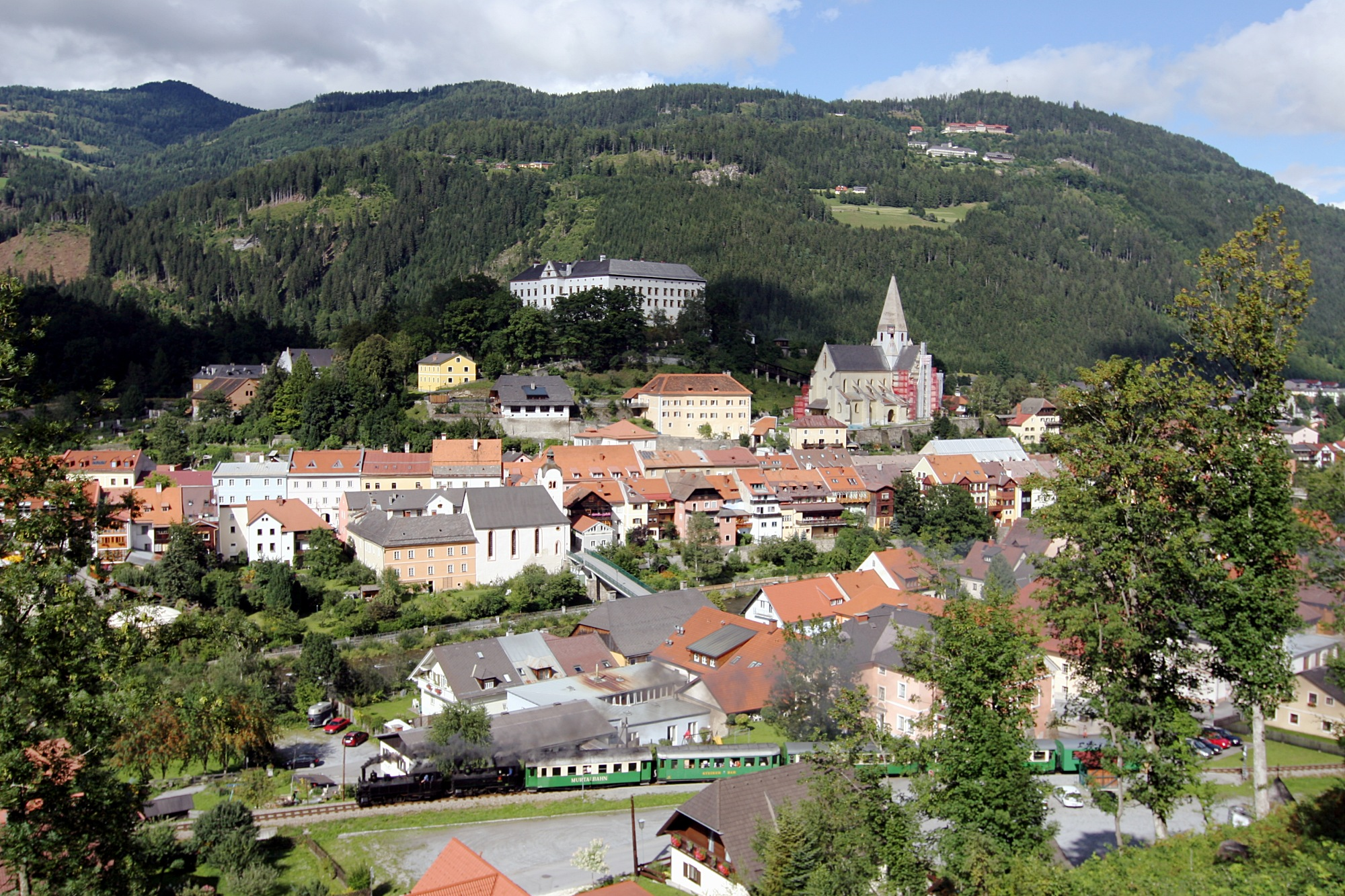
Murau, Startpunkt der regionale12

Das Ausschreibungsverfahren für die regionale12 wurde 2009 eingeleitet. Austragungsort der regionale12 war der Bezirk Murau. Das Motto lautete „Treibholz Landschaft in Bewegung“. Das Konzept baute auf dem regionalen Verbund Holzwelt Murau auf, welches als Stärke der Gegend die Wechselwirkung zwischen traditionell Gewachsenem und der Moderne anhand des Themas Holz herausstellen sollte, ausgehend von einem Bezirk mit 30.000 Einwohnern und rund 30 Millionen Nadel- sowie 300.000 Laubbäumen. Dies sei nach den Bewerbungsunterlagen „eine Vielfalt, die nicht wegen der Publicity entsteht, sondern weil es die Menschen wollen.“ Unter der künstlerischen Leitung von Maren Richter sollte das Festival „den Phänomenen nachspüren, welche die Wechselwirkungen zwischen Mensch, Landschaft und Kunst hervor bringen“.
In den 31 Tagen kamen rund 49.000 Besucher zu den Ausstellungen. Insgesamt waren 3000 Murauer, Künstler und Mitwirkende aus 15 Ländern an der regionale beteiligt.